# Vagabundo

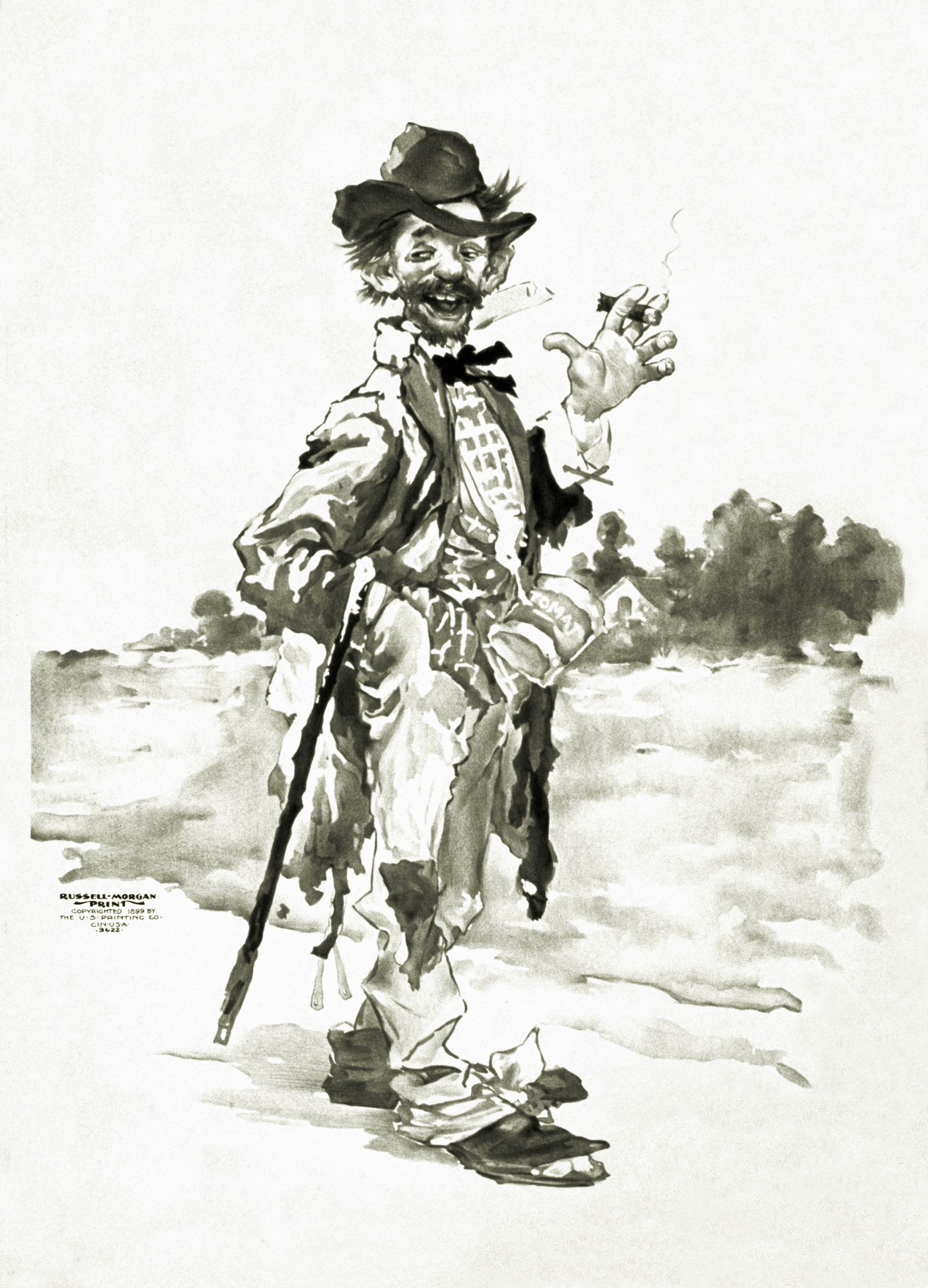
Caricatura de un vagabundo estadounidense en 1899, ilustración de Russel-Morgan (nótese que el personaje es presentado como una persona "feliz").

Un vagabundo es una persona que anda errante de una parte a otra, o que se mueve continuamente sin tener un oficio ni domicilio fijos.
Los vagabundos se caracterizan, y es el rasgo que más los diferencia de los sin  techo, por el hecho de que continuamente están viajando, y que por este motivo no tienen un hogar fijo.
En el hinduismo  muchos vagabundos son personas supuestamente renunciantes de la vida mundana, los cuales son considerados como sadhu y suelen ser venerados y respetados por la población, deambulan por las ciudades o los bosques en búsqueda de la mokṣa  o liberación.

## Etimología

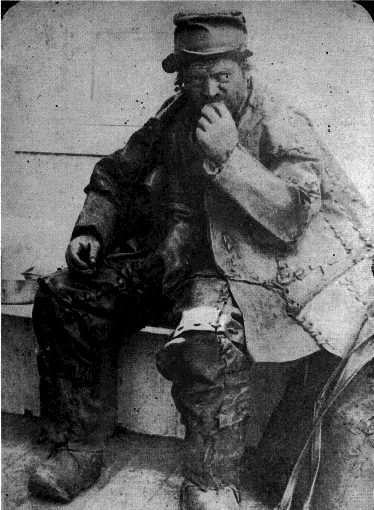
Leatherman, famoso vagabundo, presumiblemente francés o canadiense. Foto del 9 de junio de 1885.

La palabra se deriva del adjetivo latino vagabundus, "inclinado a errar", del verbo vagor, "vagar". No denota un miembro de un pueblo nómada, sino un individuo que tiene, voluntariamente o por las circunstancias, un estilo de vida errante en una sociedad sedentaria. Estas personas pueden ser llamadas vagabundos, mendigos, etc.

## Poriomanía
En psicología se denomina poriomanía el impulso patológico de algunas personas a salir voluntariamente de su hogar y a vagar lejos de él.

## Argentina
En Argentina se conoce como linyeras (singular linyera), crotos o cirujas a los vagabundos. En todos los casos son (como ciruja) palabras lunfardas, linyera viene del italiano dialectal "lenge" o "linge" que a fines del siglo XIX e inicios del siglo XX designaba a una pañoleta o a un gran pañuelo. Con el gran pañuelo los "linyeras" solían envolver sus pocas pertenencias básicas y así llevarlas cargadas mediante un palo o bastón que sostenían haciendo palanca sobre alguno de los hombros.
En cuanto a la palabra croto, la misma parece tener afinidades con el chilenismo roto, el cual suele tener el mismo significado. Sin embargo, los lunfardólogos casi unánimemente aseveran que "croto" inicialmente fue el mote dado a los "peones golondrinas" que usando la entonces muy extensa red ferroviaria argentina por el Decreto Ley N° 3 del 7 de enero de 1920 podían viajar gratis en los vagones de carga a sus destinos de trabajo debido a la Ley Crotto, así llamada por haber sido promovida por el senador radical bonaerense José Camilo Crotto (1863-1936), y por tal motivo los guardianes y la policía ferroviaria les solían decir a estos trabajadores "vagabundos": «Vos viajás [gratis] por Crotto».
En cuanto a la palabra ciruja: se le llama cirujas a los vagabundos que recolectan basura o la revuelven en busca de algún útil (acto de cirujear). En general son hombres adultos o ancianos. El término ciruja proviene del lunfardo y es la abreviación de la palabra cirujano, ya que el humor popular comparó a esta clase de vagabundos con los cirujanos al ver cómo extraían minuciosamente cosas que les serían útiles, en este caso no de un cuerpo humano, sino de los "tachos de basura" y "montones de residuos".

## Colombia
Es común que la gente de la calle reciba el término de "indigente"  o "desechable". El término "gamín" es usado despectivamente para los niños sin hogar.

## Cuba
En la Cuba prerrevolucionaria, los vagabundos se designaban, al menos en La Habana, con el curioso eufemismo de "habitantes".
Una figura que se vuelve cada vez más habitual desde el Período Especial, es el llamado "buzo", que se dedica, como su nombre lo indica, a "bucear" o buscar cosas entre la basura, pero estas personas no son necesariamente vagabundos.
Un famosísimo vagabundo cubano, de origen gallego, fue el personaje de El Caballero de París, del cual la Oficina del Historiador de La Habana erigió una estatua en el casco histórico de la ciudad.

## México
Como en muchos países del mundo, vagabundos siempre han existido: desde niños que huyen de su casa para escapar de conflictos familiares, abusos, o incluso por evitar los deberes de casa y o de escuela. También salen a la calle huérfanos que se escapan de los hospicios o de sus padres adoptivos, corriendo todos siempre el riesgo de unirse o formar bandas para vandalizar y/o realizar robos pequeños. En México, los vagabudos son conocidos con los sobrenombres de "vagos", "indigentes" o de "golfos". En las últimas décadas, se comenzó a utilizar la denominación "niños de la calle" (o recientemente un término más adecuado "niños en situación de calle") cuando se trata de gente joven, en su infancia o adolescencia.

## Nota
1. ↑  Real Academia Española. «vagabundo». Diccionario de la lengua española (23.ª edición).
2. ↑  "Croto", artículo en el sitio web Etimologías de Chile. Afirma que la palabra "croto", originaria de Argentina, proviene del apellido Crotto.